# National Elk Refuge
Le National Elk Refuge est situé dans l'État américain du Wyoming et a été créé en 1912 pour protéger l'habitat et servir de refuge pour le plus grand troupeau de wapiti sauvages (dit « Jackson Elk Herd », du nom de Jackson, la ville la plus proche). Couvrant une superficie de 100 km², le refuge borde la Forêt nationale de Bridger-Teton et le Parc national de Grand Teton.

## Écologie
Le refuge abrite en moyenne 7 500 wapitis chaque hiver. Le refuge s'étend sur près de 10100 hectares de prairies et de marais le long du fond de la vallée, d'armoises et d'affleurements rocheux le long des contreforts des montagnes. Le plus grand troupeau de bisons sous gestion fédérale, comprenant plus de 1 000 individus, hiverne également dans le refuge. On y trouve aussi des mouflons d'Amérique, ainsi que des pronghorns, des cerfs mulets et même quelques cygnes trompettes le long de Flat Creek, qui s'écoule du refuge vers le sud dans la ville de Jackson. Quelques rares observations rares de meutes de loups et de grizzlis ont été observées, et un total de 47 espèces de mammifères et 147 espèces d'oiseaux ont été documentés sur le refuge. Les Cervidés du nord de l'Amérique sont touchés par une maladie à prion émergente (la CWD). La population de wapitis du refuge est épargnée, mais certains scientifiques craignent que ce ne soit plus pour longtemps.

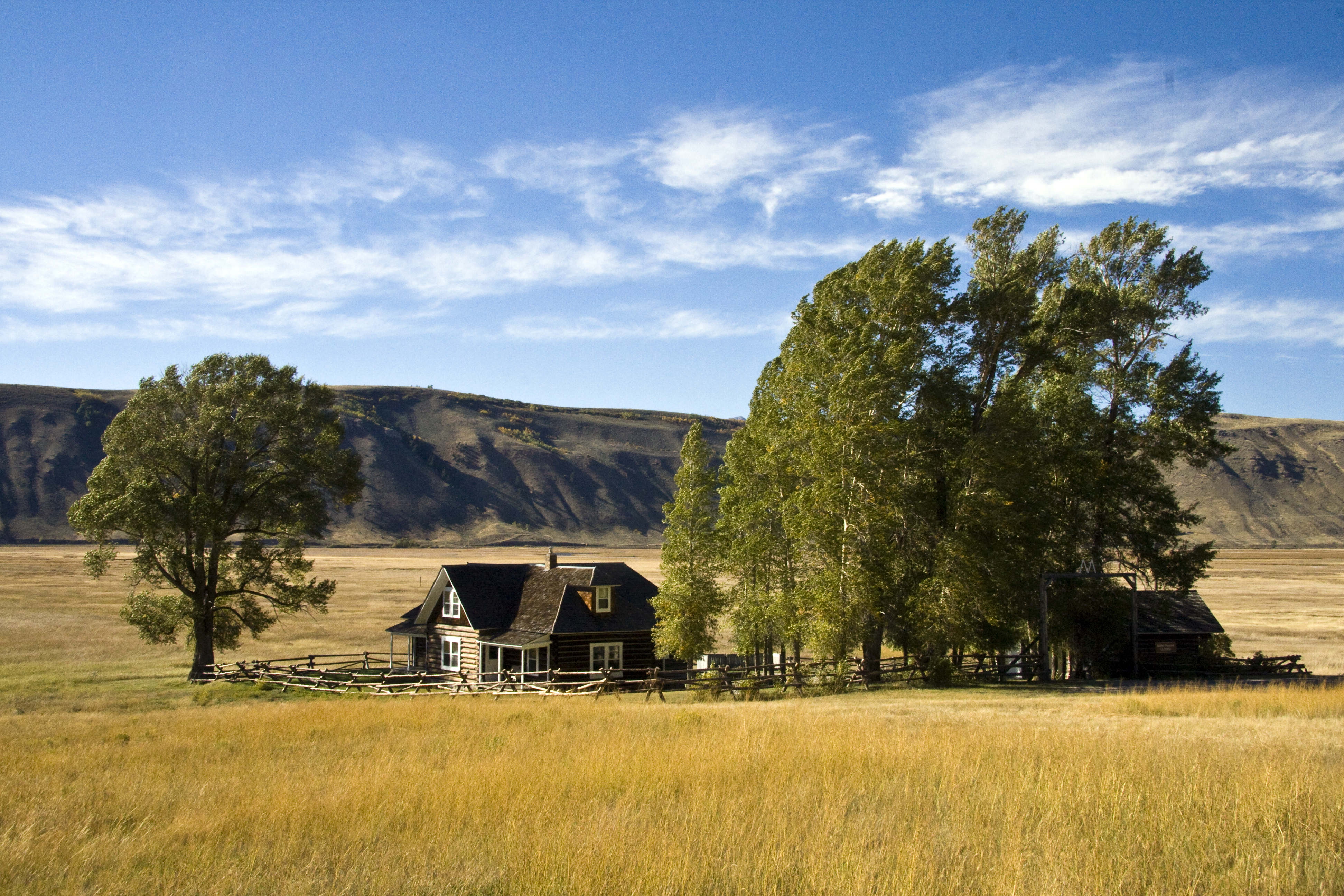
Miller Ranch
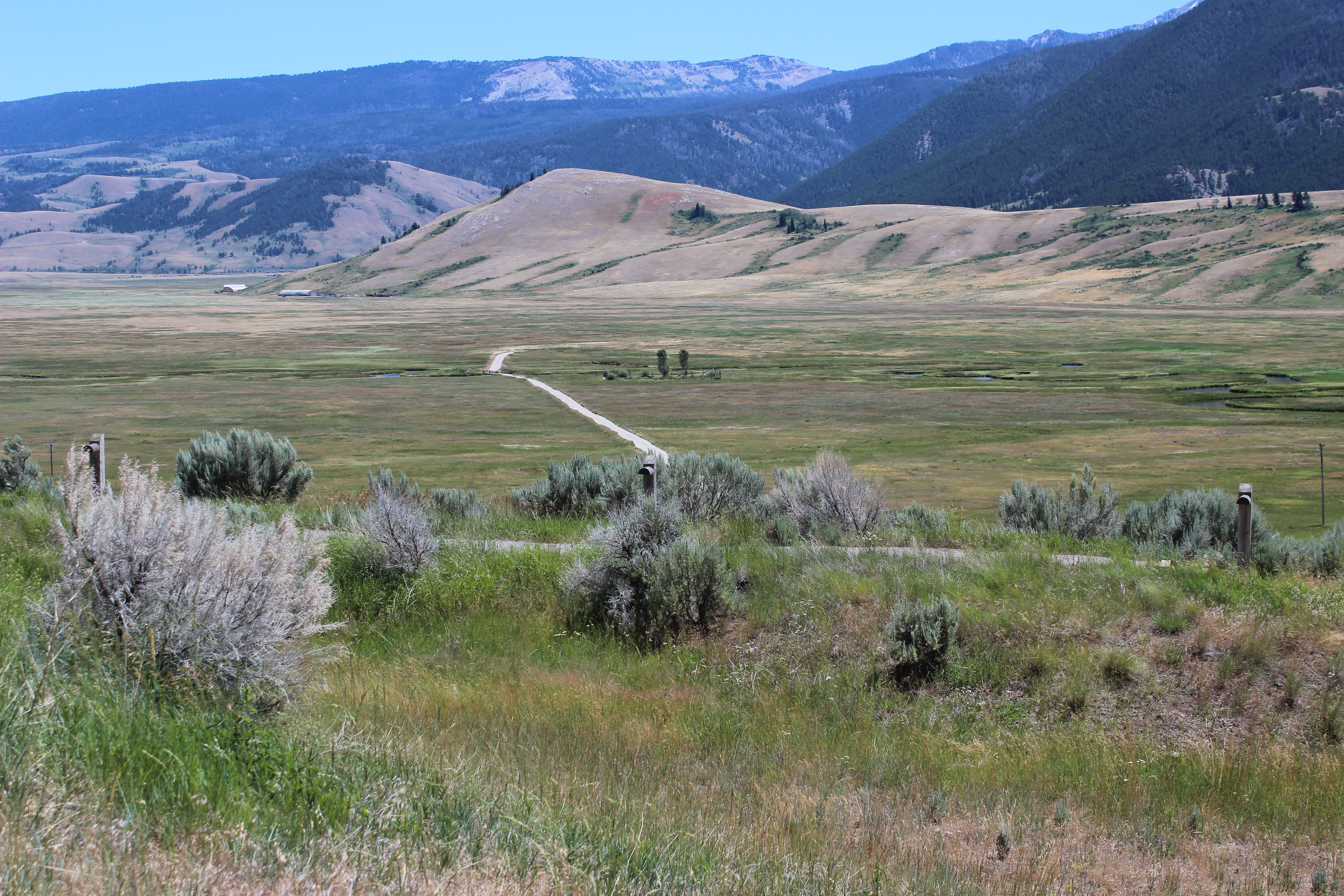
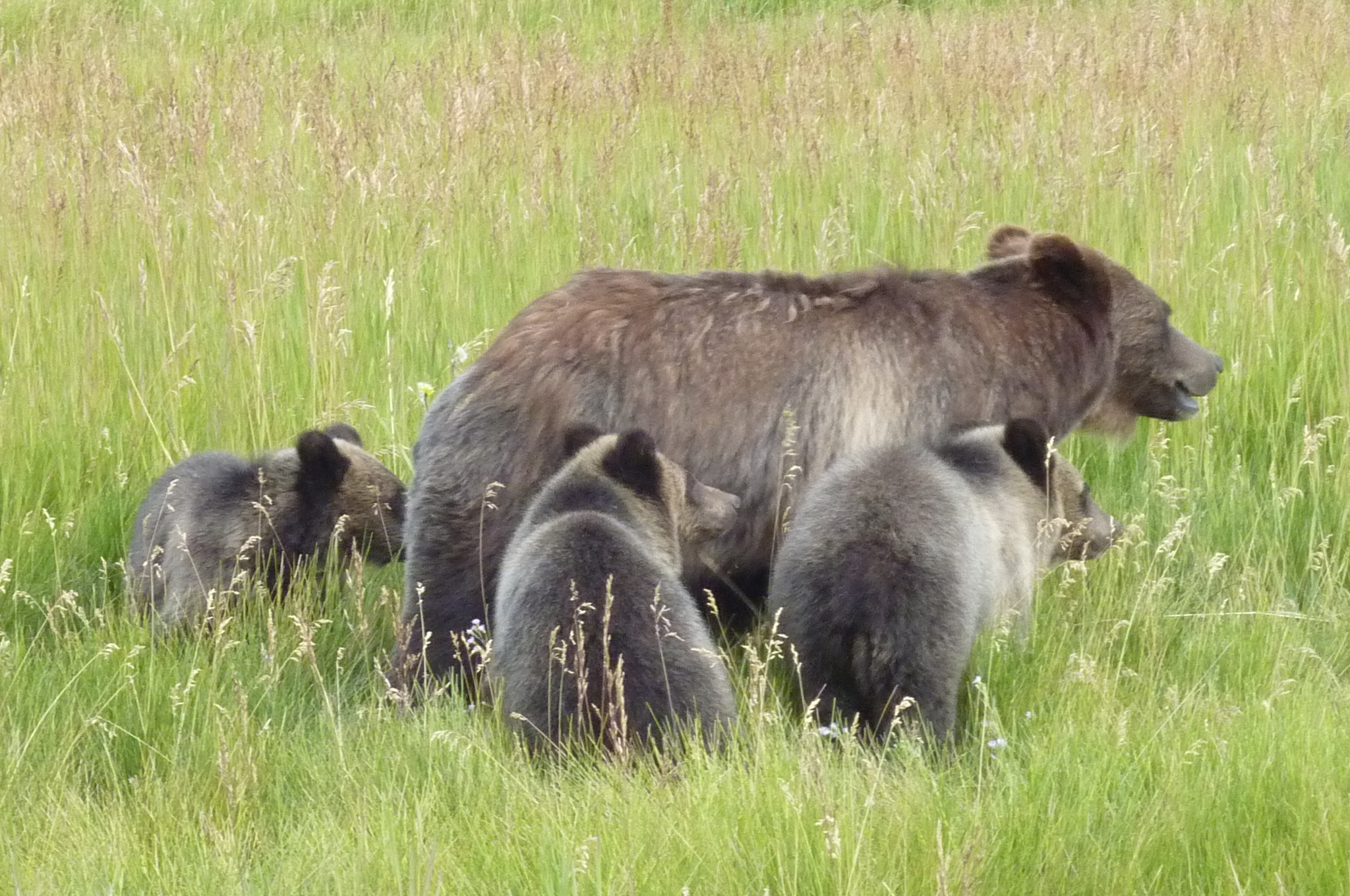
Grizzlis
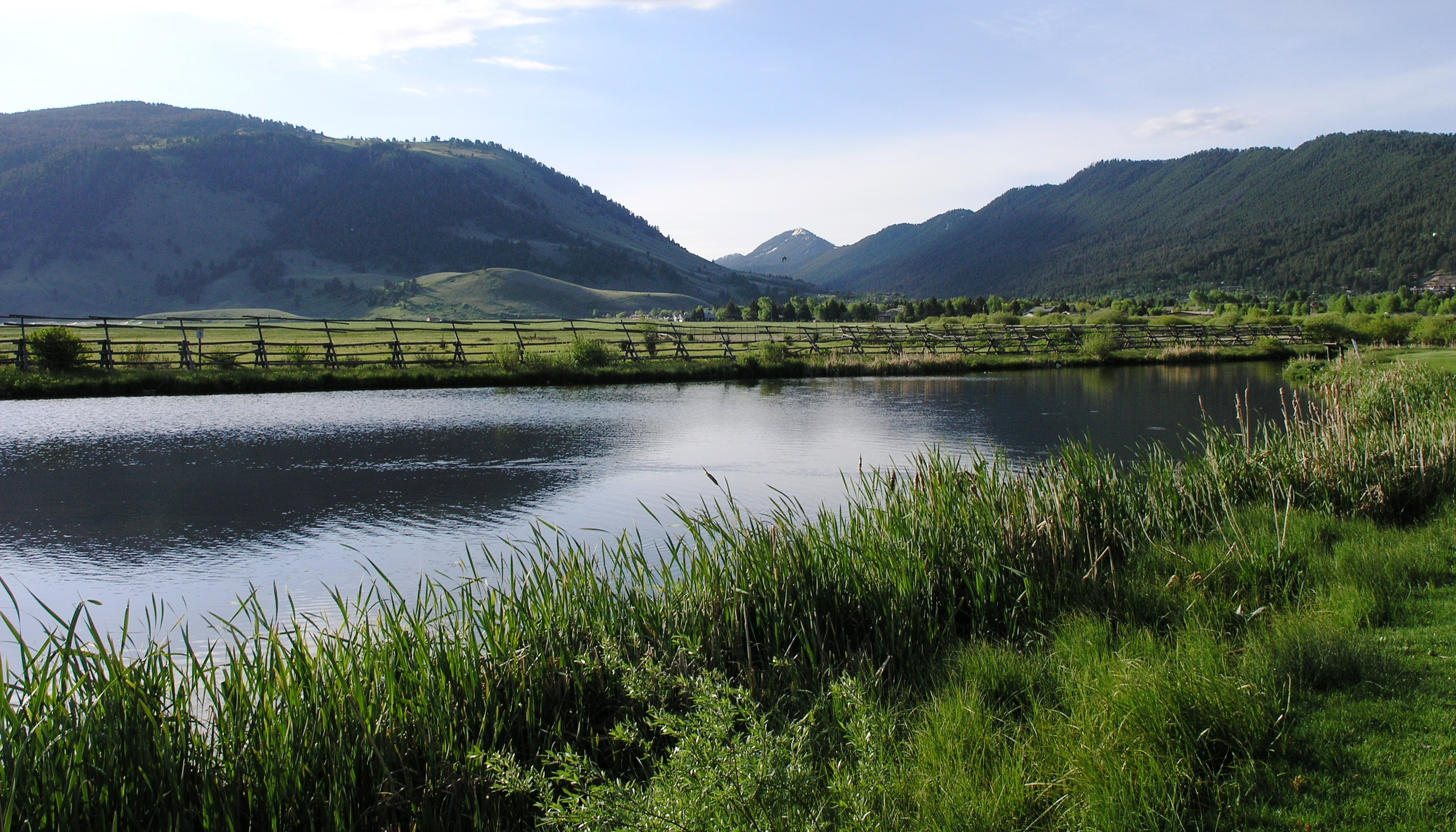